# Красный Городок (Шацкий район)
Кра́сный Городо́к — посёлок в Шацком районе Рязанской области России. Входит в состав Ольховского сельского поселения.
Расстояние до районного центра — 20 км, до областного центра — 180 км.

## География
Посёлок находится в непосредственной близости от административного центра Тарадеевского сельского поселения села Тарадеи.

## История
До мая 2017 года был в составе Тарадеевского сельского поселения.

## Население
| 2010 | 2012 |
| ---- | ---- |
| 2    | ↘1   |